# Habrocestum ibericum
Habrocestum ibericum is een spinnensoort in de taxonomische indeling van de springspinnen (Salticidae).
Het dier behoort tot het geslacht Habrocestum. De wetenschappelijke naam van de soort werd voor het eerst geldig gepubliceerd in 1920 door Raymond Comte de Dalmas.